# Пангало, Блез
Блез-Антуа́н Пангало́ (фр. Blaise-Antoine Pangalo (Pangallo); около 1650 — 18 ноября 1714) — французский кораблестроитель.

## Биография
Будущий корабельный мастер родился около 1650 года на острове Искья в 20 милях от Неаполя в семье потомственных кораблестроителей. Настоящее имя мастера по-итальянски звучало как Бьяджо Пангалло (итал. Biaggio Pangallo). Под этим именем Пангало был также известен и в первые годы своего пребывания во Франции.
В молодости Пангало строил корабли для пиратов в Тунисе. Корабли его были не только великолепны внешне, но и быстроходны. Прослышав о чудо-мастере, французский адмирал Анн Илларион де Турвиль в 1680 году нанял его на французскую службу, на которой Пангало числился с 1681 года.
Пангало перестал заниматься постройкой кораблей для королевского флота Франции в 1707 году. Официальное свидетельство о смерти знаменитого корабельного мастера, выданное в одной из церквей Бреста, содержит следующие сведения:
18 ноября 1714 года Антуан Блез Пангало, строитель королевского флота, в возрасте около 64 лет, скончавшийся днём раньше, погребён в кладбищенской часовне в присутствии нижеподписавшихся.
Клер Пангало, Геслен Луиза, Лё Гра.
Имел сына Жозефа (Осип по русской транскрипции) Пангало, который, как считает П. А. Кротов, работал в 1718—1722 годах (до своей смерти) корабельным мастером на верфи Санкт-Петербургского Адмиралтейства и именно Жозеф (а не его отец, как прежде считалось в русской историографии, начиная с И. А. Быховского) участвовал в постройке и ремонте нескольких российских кораблей, таких как «Полтава», «Пантелеймон-Виктория» и ряде других. Несмотря на непродолжительное время службы, он оставил ряд учеников, одним из наиболее известных из их числа был Иван Рамбург.
А. А. Добренко высказал версию, что запись о смерти Блеза Пангало была фальсифицирована и он до весны 1720 года, когда умер «простудившись при строительстве машины по вытягиванию кораблей на берег» строил корабли для России, а затем это продолжил его сын.

## Корабли, построенные Блезом Пангало
Всего мастером было построено 15 линейных кораблей 1-3 рангов и пять 38-44 пушечных фрегатов 4-5 рангов, тем самым он был вторым по востребованности (после Франсуа Кулона) французским кораблестроительным мастером эпохи с 1684 по 1715 годы. Также он строил и корабли других типов, список которых приводится ниже.
- Legere (1680/1682), фрегат, 24 пушки
- Furieux (1684), корабль, 60 пушек
- Impudent (1686), брандер
- Content (ex Courtisan) (1686), корабль, 64 пушки
- Maure (1688), корабль, 54 пушки
- Conquerant (1687), корабль, 84 пушки
- Yack (1689), фрегат, 16 пушек
- Foudroyant (1691), корабль 90 пушек
- Monarque (St. Esprit)(1689/1690), корабль 90 пушек
- Merveilleux (1) (1691), корабль, 92 пушки
- Merveilleux (2) (1692), корабль, 98 пушек
- Terrible (2) (1692/1693), корабль, 92 пушки
- Foudroyant 2 (1693), корабль, 104 пушки
- Fougueux (1695), корабль, 50 пушек
- Solide (1695), корабль, 50 пушек
- Bellone (1695), корабль, фрегат, 30 ор.
- Avenant (1696), фрегат, 42 пушки
- Nereide (1696), фрегат, 20 пушек
- Naiade (1696), фрегат, 20 пушек
- Heroine (1696), фрегат, 20 пушек?
- Galatee (1696), фрегат, 20 пушек
- Triton (1697), фрегат, 40 пушек
- Active (1703), длинная барка, 6 пушек
- Isensee (1703), длинная барка, 6 пушек
- Turbulente (1703), длинная барка, 6 пушек
- Jason (1704), корабль, 54 пушки
- Achille (1705), корабль, 64 пушки
- Lis (1706), корабль, 72 пушки
- Trompette (1706), корвет, 6 пушек
- Amazone (1706), фрегат, 40 пушек
- Astree (1707), фрегат, 30 пушек
- Argonaute (1708), фрегат, 42/46 пушек